# مسجد البازار (غيروكاستر)
جامع البازار (بالألبانية: Xhamia e Pazarit)‏، ويُعرف أيضًا باسم مسجد ميمي بك (بالألبانية: Xhamia e Memi Beut)‏)، هو مسجد يقع في حي البازار القديم في مدينة جيروكاستر في ألبانيا. تم بناء المسجد سنة 1757، وهُو واحد من أصل 15 مسجدا شُيدوا في المدينة إبان حقبة حكم الدولة العثمانية.